# Топчидерска река (ТВ филм)
Топчидерска река је југословенски ТВ љубавни филм из 1968. године. Режирао га је Александар Ђорђевић а сценарио је написао Гордан Михић.

## Улоге
| Глумац                    | Улога |
| ------------------------- | ----- |
| Милутин Бутковић          |       |
| Иван Манојловић           |       |
| Бранислав Цига Миленковић |       |
| Ружица Сокић              |       |
| Драгомир Станојевић       |       |
| Љубомир Убавкић           |       |